# Équipe d'Estonie de Coupe Davis
L'équipe d'Estonie de Coupe Davis représente l'Estonie à la Coupe Davis. Elle est placée sous l'égide de la Fédération estonienne de tennis.

## Historique
L'équipe d'Estonie a disputé sa première rencontre en tant que nation indépendante en 1934 pour le compte des qualifications de la Coupe Davis 1935. Les joueurs Hugo Pukk et Kristian Lasn s'inclinent 5 à 0 contre la Pologne à Varsovie. L'Estonie est incorporée à l'équipe d'Union Soviétique lors de sa création en 1962 et jusqu'en 1991. Toomas Leius est le seul joueur estonien à avoir participé à l'épreuve durant cette période.
Créée en 1993 après l'éclatement de l'URSS, l'équipe d'Estonie de Coupe Davis n'a évolué au mieux que dans le groupe II de la zone Europe-Afrique, atteignant les quarts de finale entre 2010 et 2012 sous l'impulsion du quatuor Jürgen Zopp, Mait Kunnap, Vladimir Ivanov et Jaak Poldma.

## Joueurs de l'équipe
- Jürgen Zopp
- Vladimir Ivanov
- Kenneth Raisma
- Mattias Siimar